# 安瑞賢
安瑞賢（韓語：안서현，2004年1月12日—），韓國女演員。因為在2008年的兒童模特兒大賽中得到第一名而出道，隨後相繼出演了《一片丹心蒲公英》、《寶美的房間》，並憑藉這兩部劇獲得了2014年KBS演技大賞童星賞。

## 演藝經歷
2022年11月與經紀公司Jikim Entertainment簽約。

## 演出作品

### 電視劇
- 2008年：KBS《戀愛結婚》
- 2008年：SBS《泰勒瓦》飾演 李宇宙（童年）
- 2008年：SBS《相愛不易》
- 2009年：MBC《魂》飾演 尹荷娜（童年）
- 2010年：SBS《三姊妹》
- 2011年：KBS《Dream High》飾演 高慧星
- 2011年：KBS《童顏美女》飾演 萱兒
- 2011年：Channel A《天上花園GOMBE嶺》
- 2012年：MBN《What's up》飾演 吳杜莉（童年）
- 2012年：SBS《傻瓜媽媽》飾演 朴達星
- 2013年：KBS《鯊魚》飾演 韓以賢（少年）
- 2013年：MBC《黃金彩虹》飾演 金十元（少年）
- 2014年：KBS《Drama Special－寶美的房間》飾演 孔寶美
- 2014年：KBS《一片丹心蒲公英》飾演 閔朵莉（少年）
- 2015年：SBS《村莊：阿雉阿拉的秘密》飾演 徐宥娜
- 2018年：XtvN《復仇筆記》第二季 飾演 吳智娜
- 2019年：SBS《獬豸》飾演 花
- 2019年：KBS2特輯電視劇《今天也說妳好》飾演 崔素熙

### 電影
- 2008年：《在世界的盡頭》
- 2009年：《兔子和蜥蜴》
- 2010年：《下女》
- 2010年：《被破壞的男人》
- 2010年：《黃海》
- 2011年：《對不起，謝謝你》
- 2011年：《冠軍》
- 2011年：《偶像先生》
- 2014年：《獵殺對戰》
- 2014年：《神之一手》
- 2017年：《玉子》飾演 美佳
- 2017年：短篇《未亡人》飾演敏英
- 2022年：《Oh! My Ghost》飾演 豆子／楊正花

### MV
- 2009年：Yangpa《靈魂》

## 獎項
- 2008年：兒童模特兒大賽一名
- 2014年：KBS演技大賞—女子青少年演技賞

## 外部連結
- 安瑞賢的Instagram帳戶
- 安瑞賢在NAVER上的资料
- 安瑞賢在Daum上的资料